# 주진우 라이브
주진우 라이브는 KBS 1라디오(수도권 기준 FM 97.3MHz, AM 711kHz)에서 방송되었던 라디오 시사 프로그램이다. 진행자는 주진우이며, 방송시간은 평일 오후 5시 5분부터 저녁 6시 58분까지이다. 
그리고 매주 토요일 오후 5시 5분부터 오후 5시 58분까지는 주진우 라이브 스페셜로도 방송되고, 매주 일요일 새벽 2시부터 새벽 2시 53분까지 재방송된다.

## 역사
2018년 5월 28일부터 2020년 2월 14일까지 《김용민 라이브》로 방송을 시작했으나, 진행자였던 김용민 시사평론가의 하차로 인해 2020년 2월 17일부터 2020년 5월 1일까지 스페셜 MC 체제로 가면서 《라이브 비대위》로 제목을 변경했다가, 이후 주진우 기자가 2020년 5월 4일부터 2023년 11월 10일까지 정식 진행자로 발탁되면서 "주진우 라이브"로 제목이 변경되었다. 2023년 11월 10일 자로 5년만에 폐지되었다.

## 역대 방송시간
| 방송 채널     | 방송 기간                          | 방송 시간                  |
| ------------- | ---------------------------------- | -------------------------- |
| KBS 제1라디오 | 2018년 5월 28일 ~ 2018년 9월 28일  | 평일 밤 10:10 ~ 밤 10:58   |
| KBS 제1라디오 | 2018년 10월 1일 ~ 2018년 11월 30일 | 평일 밤 10:05 ~ 밤 11:55   |
| KBS 제1라디오 | 2018년 12월 3일 ~ 2019년 3월 1일   | 평일 오후 5:20 ~ 저녁 6:58 |
| KBS 제1라디오 | 2019년 3월 4일 ~ 2023년 11월 10일  | 평일 오후 5:05 ~ 저녁 6:58 |

## 지역 방송국 프로그램
※ 원래는 전국방송이었으나, 2018년 12월 3일부터 1부는 일부지역 자체방송으로 바뀌었다.(다만, 추석, 설 연휴에는 자체방송을 하지 않는 지역도 있다.)

※ 다음 지역 방송국 프로그램은 1부 시간대인, 오후 5시 5분부터 오후 5시 58분까지 방송된다. 2부와 평일은 전국방송이다.
| 프로그램               | 방송권역      | 방송국  | 진행자 |
| ---------------------- | ------------- | ------- | ------ |
| 생방송 오늘은...       | 강원도        | KBS춘천 | 정은숙 |
| 생방송 오늘 원주입니다 | 강원도        | KBS원주 | 김혜정 |
| 5시 정보쇼             | 강원도        | KBS강릉 | 김경미 |
| 5시 매거진             | 광주광역시    | KBS광주 | 임정섭 |
| 라디오 매거진, 오늘    | 전라남도      | KBS목포 | 김예은 |
| 행복충전 라디오세상    | 전라남도      | KBS순천 | 김희지 |
| 생방송 충청은 지금     | 충청북도 북부 | KBS충주 | 박은지 |
| 시사포커스 부산        | 경상남도      | KBS부산 | 김평래 |
| 라이브 경남            | 경상남도      | KBS창원 | 송지원 |
| 라이브 진주            | 경상남도      | KBS진주 | 안유리 |
| 5시N 대.세.남          | 대전광역시    | KBS대전 | 박명원 |

## 코너 소개

### 매일 코너
- <주스>
- <훅 인터뷰>
- <주기자의 1분>
- <기자들의 수다>

### 요일별 코너
- 월요일 : <정치적 원외 시점>, <경공술>
- 화요일 : <최가박당>, <정치연구소 장앤장>
- 수요일 : <공동혁신구역>, <정치의 맛>
- 목요일 : <지금은 글로벌 시대>, <책의 맛>, <철학의 맛>
- 금요일 : <애국 미남단>, <라이너의 시사회>